# Vicente Vuolo
Vicente Emílio Vuolo (Cuiabá, 3 de outubro de 1929 — Brasília, 20 de maio de 2001) foi um delegado de polícia, promotor de justiça, procurador da República e político brasileiro que representou o estado de Mato Grosso no Congresso Nacional.

## Dados biográficos
Filho de Francisco Palmieri Vuolo e Adalgisa Rosa Vuolo. Bacharel em Direito pela Universidade Federal do Rio de Janeiro, atuou em Mato Grosso como delegado de polícia, promotor de justiça em Cuiabá, procurador da República e procurador regional eleitoral. Em 1958 foi eleito deputado estadual pelo PSD e em 1962 prefeito de Cuiabá. Deposto João Goulart e instituído o bipartidarismo, Vicente Vuolo ingressou na ARENA e foi reeleito deputado estadual em 1966 e 1970 e deputado federal em 1974.
Criado Mato Grosso do Sul em 1977, o senador Mendes Canale passou a representar o novo estado e sua vaga como dignitário de Mato Grosso foi preenchida numa eleição direta para um mandato de quatro anos em 1978 na qual Vicente Vuolo saiu vencedor. Restaurado o pluripartidarismo no governo do presidente João Figueiredo, Vicente Vuolo migrou para o PDS e com o fim do mandato foi para o PMDB. Nos últimos anos de vida enfrentou problemas de saúde devido a um câncer, mas faleceu em virtude de uma pneumonia.